# Liste de noms de famille estonisés
Cet article listes des noms de famille estonisés.

## Noms de famille
Avant 1920, la moitié des noms de famille en Estonie était d'origine étrangère.
Au début des années 1930, le président Konstantin Päts lance un programme national d'estonisation des noms de famille. 
Pendant cette campagne, des milliers de citoyens estoniens habitant en Estonie changent volontairement leur nom de famille.
À partir du 1er janvier 1935, l'estonisation des noms de famille est gratuite.

## Liste de noms estonisés
| Nouveau nom           | Ancien nom                   |
| --------------------- | ---------------------------- |
| Johannes Aare         | Johannes Ahrenschild         |
| Aleksander Aaremäe    | Aleksander Arenberg          |
| Arsi Aarma            | Arseni Noppasson             |
| Agu Aarna             | August Treier                |
| Jüri Aarne            | Jüri Ostnik                  |
| Eduard Aasmäe         | Eduard Amann                 |
| Voldemar Aasoja       | Voldemar Ambos               |
| Ago Aava              | Aleksander Peterson          |
| Viktoria Aavakivi     | Viktoria Espenstein          |
| Voldemar Aaviste      | Voldemar Avotin              |
| Henn Aavola           | Leo Adler                    |
| Vello Agori           | Georg Tõnisson               |
| Ellinor Aiki          | Ellinor Blumenfeldt          |
| Jaan Akenpärg         | Jaan Akenberg                |
| Vello Alas            | Valter Anvelt                |
| Artur Alliksaar       | Artur Alnek                  |
| Enn Allpere           | Ernst Albert                 |
| Albrecht Altma        | Albrecht Altmann             |
| Eduard Anari          | Eduard Amberg                |
| Paul Ariste           | Paul Berg                    |
| Anton Arumäe          | Anton Dreimann               |
| August Arumäe         | August Grünberg              |
| Juhan Aul             | Juhan Klein                  |
| Tõnis Avingo          | Tõnis Adamson                |
| August Eelmäe         | August Eifel                 |
| Ain Eenmaa            | Aleksander Eberling          |
| Karl Eenmaa           | Karl Einmann                 |
| Kaarel Eenpalu        | Karl Einbund                 |
| Julius Ellandi        | Julius Eilandt               |
| Priidik Eras          | Friedrich Ervin              |
| Roman Haavamägi       | Roman Espenberg              |
| Jüri Haldre           | Jüri Grünthal                |
| Pärtel Haliste        | Pärtel Bauman                |
| Endel Haljasmaa       | Endel Grünfeldt              |
| Roopi Hallimäe        | Robert Grauberg              |
| Enn Heinaru           | Emil Heimberg                |
| Edgar Heinsoo         | Edgar Heinson                |
| Gert Helbemäe         | Gert-Joachim Einborn         |
| Nikolai Helk          | Nikolai Tšistjakov           |
| Valter Hiie           | Valter Steinfeldt            |
| Eerik Hiisjärv        | Erich Hindrikson             |
| Arvo Horm             | Arnold Horn                  |
| Tullio Ilomets        | Tullio Jürgenson             |
| Eugen Irv             | Eugen Hirsch                 |
| Andres Joasalu        | August Andreas Johanson      |
| Jüri Järvet           | Georgi Kuznetsov             |
| August Jürima         | August Jürman                |
| Juhan Kaarlimäe       | Johann Karlsberg             |
| Harald Kaarma         | Harald Kaarmann              |
| Helmut Kadari         | Helmut Kristal               |
| Valter Kadarik        | Valter Freymann              |
| Enn Kailvee           | Edgar Blauberg               |
| Johannes Kaldma       | Johannes Buer                |
| Nigul Kaliste         | Nikolai Kalinin              |
| Boris Kaljuveri       | Boris Drachenfels            |
| Andres Kalmus         | Andrei Dreimann              |
| Roman Kard            | Roman Pavian                 |
| Leo Karupää           | Leonid Vulff                 |
| Manivald Kesamaa      | Gottlieb-Manivalde Geitsmann |
| Edgar Kigaste         | Edgar Ruubel                 |
| Tõnis Kint            | Tõnis Kind                   |
| Otto Kivima           | Otto Kleemann                |
| Johannes Kivisalu     | Johannes Kits                |
| Einar Kiviste         | Einar Steinfeldt             |
| Theodor Kaljulaid     | Theodor Klook                |
| Johannes Koitmets     | Johannes Kops                |
| Juhan Kallaste        | Johan Kree                   |
| Veli Kudres           | Valfried Kidron              |
| Eerik Kumari          | Erik Sits                    |
| Elmar Kumari          | Elmar Nesselberg             |
| Nigul Kurdve          | Nikolai Kurjatov             |
| Aleksander Kurtna     | Aleksander Kurson            |
| Herbert Kuurme        | Herbert Kuurberg             |
| Kustav Kuuskvere      | Kustav Kuuskmann             |
| Jaan Kõue             | Jaan Vastisson               |
| Eduard Laanemäe       | Eduard Laanberg              |
| Jüri Laasimer         | Georg Valter                 |
| Albert Ladva          | Albert Lapmann               |
| Eerik Laid            | Erich Ostrov                 |
| Milvi Laid            | Aleksandra Isak              |
| Ernst Laigo           | Ernst Lõõtsmann              |
| Peeter Lainevool      | Peeter Lammas-Vildfluss      |
| Meinhard Leetmaa      | Meinhard Hanni               |
| Mart Lepaste          | Mart Lekstein                |
| Jaagup Linnakivi      | Eduard Teinburk              |
| Ferdinand Linnus      | Ferdinand Leinbock           |
| Eduard Loovere        | Eduard Sernov                |
| Hendrik Lugeveer      | Heinrich Lugenberg           |
| Leho Lumiste          | Leopold Johannes Soonberg    |
| Aleksander Maasiksalu | Aleksander Maasing           |
| Hans Madissoon        | Hans Madisson                |
| Eduard Mailend        | Eduard Madrats               |
| Paul Maitla           | Paul Mathiesen               |
| August Maramaa        | August Marfeldt              |
| Paul Martmaa          | Paul Martinov                |
| Mihkel Martsoo        | Mihkel Martson               |
| Malle Meentalo        | Amalie Meenov                |
| Kersti Merilaas       | Eugenie Moorberg             |
| August Meriloo        | August Madisson              |
| Raiu Mullari          | Boris Parm                   |
| Jaan Murde            | Jaan Munakson                |
| Enn Murdmaa           | Ernst Martinson              |
| Julius Mägiste        | Julius Mälson                |
| Bernard Mändre        | Bernhard Methusalem          |
| Jaan Naissoo          | Jaan Naisson                 |
| Juhan Narma           | Juhan Nichtig                |
| Johannes Neeme        | Johannes Sibilin             |
| Adonis-Prosper Neemre | Adonis-Prosper Neumann       |
| Richard Niineste      | Richard Niemann              |
| Aarne Norralt         | Arnold Normann               |
| Boris Nurmand         | Boris Naumov                 |
| Ervin Jüri Nõmmera    | Ervin Jüri Kristjan          |
| Sulev Nõmmik          | Sulev Nabi                   |
| Jüri Ojatalu          | Jüri Straus                  |
| Johannes Orasmaa      | Johannes Roska               |
| Johannes Paesalu      | Johannes Bachval             |
| Aleksander Paikre     | Aleksander Pormann           |
| Elmar Paldra          | Elmar Pergelbaum             |
| Kristjan Palusalu     | Kristjan Trossmann           |
| Kaarel Parisalu       | Karl Parson                  |
| Leo Parre             | Leo Petrov                   |
| Artur Peetre          | Arthur Peterson              |
| August Pikkoja        | August Pikov                 |
| Anton Pilve           | Anton Pelpson                |
| Andres Põldmets       | Andres Palkai                |
| Julius Raev           | Julius Steinberg             |
| Johan Raid            | Johan Reinhold               |
| Heljo Raidla          | Heljo Kleinmüller            |
| Erich Raiet           | Erich Freienthal             |
| Evald Rajavee         | Evald Ulfsak                 |
| Adam Randalu          | Adam Bachmann                |
| Oskar Randmaa         | Oskar Hansen                 |
| Valdu Rannaleet       | Voldemar Vunn                |
| Albo Rauamägi         | Albrecht Eisenberg           |
| Johannes Raudava      | Johannes Rosenfeldt          |
| Johannes Raudmäe      | Johannes Eisenberg           |
| Osvald Raudne         | Osvald Eisen                 |
| Oskar Raunam          | Oskar Zahn                   |
| Valdu Reekna          | Valter Kreekman              |
| Johannes Reinola      | Johannes Reinglas            |
| Olev Reintalu         | Olev Reinthal                |
| Julius Ridal          | Julius Bergstein             |
| Vassil Ridala         | Vassil Grünthal              |
| Harald Riipalu        | Harald Reibach               |
| Heinrich Riikoja      | Heinrich Reichenbach         |
| Vladimir Roopere      | Vladimir Rooberg             |
| Ants Rulli            | Alfred Hans Rullinkov        |
| Arp Rullingo          | Alfred Rullinkov             |
| Hando Ruus            | Harald-Ferdinand Ruhs        |
| Kurt Saarse           | Kurt Steinberg               |
| Pärtel Salmar         | Panteleimon Sergejev         |
| Henrik Saluste        | Heinrich Vinkel              |
| Henn Sarmiste         | (Heinrich Stunde             |
| Olev Siinmaa          | Oskar Siiman                 |
| Ilmar Sikemäe         | Helmut Bötker                |
| Karl Sillamäe         | Karl Siilaberg               |
| Ants Silvere          | Hans Silbergleich            |
| Johannes Silvet       | Johannes Schwalbe            |
| Vello Simre           | Johannes Voldemar Simtmann   |
| Agu Soidra            | August Schütz                |
| Ernst Soomuste        | Ernst Grasmandorf            |
| Mihkel Soodla         | Mihkel Sakson                |
| Karl Soonpää          | Karl Soonberg                |
| Juhan Suurkivi        | Johannes Steinberg           |
| Vladimir Suursööt     | Vladimir Ponomarjov          |
| Arnold Süvalep        | Arnold Schulbach             |
| Boris Taar            | Boris Thar                   |
| Arvo Taioste          | Arnold Treufeldt             |
| Bernhard Talvar       | Bernhard Bluum               |
| Henno Tammart         | Heinrich Perro               |
| Otto Tammend          | Otto Treufeldt               |
| Alfred Tammiko        | Alfred Prunn                 |
| Juhan Tammistu        | Johannes Stammberg           |
| Järvo Tandre          | Rudolf Stokeby               |
| Viktor Tarmas         | Viktor Tomberg               |
| Artur Tarmet          | Artur Trubok                 |
| Arvo Taru             | Arved Treumund               |
| Karl Tarvas           | Karl Treumann                |
| Jaanus Tasuja         | Gustav Lorenz                |
| Valter Tauli          | Valter Poissmann             |
| Julius Tiisväli       | Julius Tiisfeldt             |
| Karl Tiit             | Karl Tiedt                   |
| Hardu Toomet          | Hartwig Tenter               |
| August Torma          | August Schmidt               |
| Juhan Truu            | Johannes Treu                |
| Friedebert Tuglas     | Friedebert Mihkelson         |
| Artur Tuldava         | Artur Haman                  |
| Hengo Tulnola         | Hugo Tschuhna                |
| Kusto Ulmre           | Gustav Schneider             |
| Friedrich Uuspõld     | Friedrich Neuhaus            |
| Karl Vaarma           | Karl Vaarmann                |
| Sulev Vahtre          | Sulev Vinkmann               |
| Osvald Vaidlo         | Osvald Vedi                  |
| Valentin Varamaa      | Valentin Kutschinski         |
| Aleksander Vardi      | Aleksander Bergman           |
| Vello Vare            | Arseni Ushatski              |
| Trivimi Velliste      | Trivimi Ventshikov           |
| Viktor Veskimäe       | Viktor Mühlberg              |
| Alide Viire           | Alide Vidrikson              |
| Harald Viirsalu       | Harald Veidenbaum            |
| Enn Võrk              | Ernst-Ulrich Võrk            |
| Enn Väljak            | Johannes Mikkelsen           |
| Aavo Ürgsoo           | Andrei Jurkson               |